# Rudolf Reichelt
Rudolf Reichelt (født 24. marts 1890 i Berlin, død 26. november 1971 i Hamburg) var en tysk roer.
Reichelt roede for Berliner Ruderverein von 1876, og han vandt det tyske mesterskab i firer uden styrmand samt sølv i otteren for klubben i 1911. Han deltog i otteren ved OL 1912 i Stockholm, og Ruderverein-roerne vandt først deres indledende heat mod en ungarsk båd. I kvartfinalen mødte de en anden tysk båd fra Berliner Ruderclub Sport-Borussia, og Ruderverein-båden gik sejrrig ud af dette møde. I semifinalen mødte tyskerne en britisk båd fra Leander Club, som vandt heatet. Leander vandt også finalen mod en anden britisk båd fra New College, Oxford, som var kommet i finalen uden kamp, hvilket betød, at Reichelt og hans båd blev nummer tre. De otte øvrige medlemmer af Ruderverein-båden var Max Vetter, Willi Bartholomae, Fritz Bartholomae, Werner Dehn, Max Bröske, Otto Liebing, Hans Matthiae og styrmand Kurt Runge.
Reichelt vandt desuden det tyske mesterskaber med Ruderverein-otteren i 1912, mens båden blev nummer tre i 1913.

## OL-medaljer
- 1912:  Bronze i otter